# Red Lake Falls
Red Lake Falls è una città degli Stati Uniti d'America, situata in Minnesota, nella contea di Red Lake, della quale è il capoluogo.